# Andy Dick
Andy Dick, né le 21 décembre 1965 à Charleston, (Caroline du Sud, États-Unis), est un acteur, producteur, réalisateur et scénariste américain.

## Biographie
Andrew Thomlinson est né le 21 décembre 1965 à Charleston, en Caroline du Sud. Il est bisexuel,.
Au cinéma, il a joué dans Génération 90, Double Dragon, Disjoncté, Inspecteur Gadget, Eh mec ! Elle est où ma caisse ?, Road Trip, Loser, Morceaux choisis, Zoolander, Retour à la fac, Employés modèles, Blonde Ambition, The Comebacks, Funny People et Freaky Deaky.
Il prête sa voix à plusieurs personnages comme celui de Nuka dans Le Roi lion 2 : L'Honneur de la tribu, de Lennie, la Fouine dans Docteur Dolittle 2 ou encore de Boingo le Lapin dans La Véritable Histoire du Petit Chaperon rouge et La Revanche du Petit Chaperon rouge.

## Filmographie

### comme acteur

#### Cinéma
- 1994 : Génération 90 (Reality Bites) : Rock
- 1994 : En avant, les recrues (In the Army Now) : Jack Kaufman
- 1994 : Double Dragon : Smogcaster on Channel 102 News
- 1996 : Disjoncté (The Cable Guy) de Ben Stiller : Medieval Times Host
- 1997 : Who's the Caboose? : Jason Reemer
- 1997 : Bongwater : Tony
- 1997 : Best Men : Teddy Pollack
- 1998 : Ted : Sheriff
- 1998 : Permanent Midnight : 'Damian', Talk Show Guest
- 1998 : Le Roi lion 2 : L'Honneur de la tribu (The Lion King II: Simba's Pride) (vidéo) : Nuka (voix)
- 1999 : Inspecteur Gadget (Inspector Gadget) : Kramer
- 1999 : Advice from a Caterpillar
- 2000 : The Independent (en) de Stephen Kessler : Maitre d'
- 2000 : Road Trip : Motel Clerk
- 2000 : Morceaux choisis (Picking Up the Pieces) : Father Buñuel
- 2000 : Loser de Amy Heckerling : Office Clerk
- 2000 : Eh mec ! Elle est où ma caisse ? (Dude, Where's My Car?) : Mark
- 2001 : Scotland, Pa. : Jesse (Hippie #3)
- 2001 : Docteur Dolittle 2 : Lennie the Weasel (voix)
- 2001 : Zoolander : Olga the Masseuse
- 2003 : The Hebrew Hammer de Jonathan Kesselman : Damian Claus
- 2003 : Retour à la fac (Back to School) : Barry, Oral Sex Instructor
- 2003 : Scorched : Archie
- 2004 : Alanis Morissette: We're with the Band
- 2004 : Larceny : Chris
- 2005 : La Véritable Histoire du Petit Chaperon rouge (Hoodwinked) : Boingo (voix)
- 2005 : Nice Guys : Patrick
- 2005 : AdCorp, Inc. : Pete Wells
- 2006 : Bondage : Stewart
- 2006 : Toe to Toe (vidéo) : Counselor Woods
- 2006 : Employés modèles : Loon
- 2006 : Danny Roane : First Time Director : Danny Roane
- 2006 : Love Hollywood Style : Bobby Ireland
- 2006 : Festin de requin : Dylan / Curious Shark (voix)
- 2007 : The Comebacks : L'arbitre
- 2007 : Blonde Ambition : Freddy
- 2007 : Cendrillon et le Prince (pas trop) charmant : Nambo (voix)
- 2009 : Funny People : lui-même
- 2011 : La Revanche du Petit Chaperon rouge : boingo le lapin (voix)
- 2013 : Freaky Deaky de Charles Matthau : Mark Ricks

#### Télévision
- 1989 : Elvis Stories : Allen
- 1991 : Earth Angel (TV) : Brownnoser
- 1991 : For the Boys
- 1992 : The Ben Stiller Show (série télévisée) : Various Characters
- 1993 : The Making of '...And God Spoke' : Abel
- 1995 : Le Retour de Max la Menace (Get Smart) (série télévisée) : Zach Smart
- 1995 : Hotel Oasis : Nick
- 1998 : Backstreet Boyz (TV)
- 1999 : The Sissy Duckling (TV) : Abner (voix)
- 1999 : Advice from a Caterpillar : Spaz
- 2000 : Dixie Chicks on the Fly (TV) : Bobby Hendricks
- 2000 : Sammy (série télévisée) : Mark Jacobs (voix)
- 2000 : XGames 2K Kickoff Bash (TV) : Host
- 2000 : Special Delivery (TV) : Lloyd Stemon
- 2001 : Go Fish (série télévisée) : Mr. Ernie Hopkins
- 2001 : Gotham Awards 2001 (TV) : Host
- 2003 : MTV: Reloaded (TV) : Dancing Rave Member
- 2004 : Pilot Season (feuilleton TV) : Jason Reemer
- 2004 : 100 Most Outrageous Celebrity Moments (feuilleton TV) : Host
- 2004 : Last Laugh '04 (TV) : Harlan McCraney
- 2005 : Tankman Begins (TV) : Police Man
- 2005 : The Reality Show (série télévisée) : Critic
- 2005 : Last Laugh '05 (TV) : Cecil Barrington
- 2007 : Not Another High School Show de Mike Bender (téléfilm) : Kenny Bonerman
- 2012 : 2 Broke Girls (TV) : J. Petto
- 2017 : Love (TV) : himself
- 2017 : Sense8 (TV) : Kit Wrangler

### Comme producteur
- 2001 : The Andy Dick Show (série télévisée)
- 2004 : The Assistant (série télévisée)
- 2005 : AdCorp, Inc.
- 2005 : The Reality Show (série télévisée)

### Comme réalisateur
- 2001 : The Andy Dick Show (série télévisée)

### Comme scénariste
- 2005 : AdCorp, Inc.
- 2006 : Danny Roane: First Time Director